# 比格萊克 (明尼蘇達州卡爾頓縣)
比格萊克（英語：Big Lake）是位於美國明尼蘇達州卡爾頓縣珀奇萊克鎮區的一個普查規定居民點。

## 人口
根據2020年美國人口普查的數據，比格萊克的面積為7.53平方千米，當中陸地面積為5.47平方千米，而水域面積為2.06平方千米。當地共有人口443人，而人口密度為每平方千米58.83人。